# Sportvereinigung Bayer 04 Leverkusen 1978-1979
Questa voce raccoglie le informazioni riguardanti la Sportvereinigung Bayer 04 Leverkusen nelle competizioni ufficiali della stagione 1978-1979.

## Stagione
Nella stagione 1978-1979 il Bayer Leverkusen, allenato da Willibert Kremer, concluse il campionato di 2. Bundesliga al 1º posto. In Coppa di Germania il Bayer Leverkusen fu eliminato ai quarti di finale dal Fortuna Düsseldorf.

## Rosa
| N. |                     | Ruolo | Calciatore            |
| -- | ------------------- | ----- | --------------------- |
|    | Germania (bandiera) | P     | Fred-Werner Bockholt  |
|    | Germania (bandiera) | P     | Hubert Makel          |
|    | Germania (bandiera) | D     | Andreas Fehse         |
|    | Germania (bandiera) | D     | Jürgen Gelsdorf       |
|    | Germania (bandiera) | D     | Thomas Hörster        |
|    | Germania (bandiera) | D     | Peter Klimke          |
|    | Germania (bandiera) | D     | Willi Korth           |
|    | Germania (bandiera) | D     | Walter Posner         |
|    | Germania (bandiera) | D     | Hans-Jürgen Scheinert |

| N. |                     | Ruolo | Calciatore       |
| -- | ------------------- | ----- | ---------------- |
|    | Germania (bandiera) | C     | Klaus Bruckmann  |
|    | Germania (bandiera) | C     | Harry Gniech     |
|    | Germania (bandiera) | C     | Peter Hermann    |
|    | Germania (bandiera) | C     | Klaus Meul       |
|    | Germania (bandiera) | C     | Norbert Ziegler  |
|    | Germania (bandiera) | A     | Matthias Brücken |
|    | Germania (bandiera) | A     | Dieter Herzog    |
|    | Germania (bandiera) | A     | Klaus Schulze    |
|    | Germania (bandiera) | A     | Peter Szech      |

## Organigramma societario
Area tecnica
- Allenatore: Willibert Kremer
- Allenatore in seconda:
- Preparatore dei portieri:
- Preparatori atletici:

## Calciomercato

### Sessione estiva
| Acquisti | Acquisti    | Acquisti           | Acquisti |
| R.       | Nome        | da                 | Modalità |
| -------- | ----------- | ------------------ | -------- |
| D        | Willi Korth | Schwarz-Weiß Essen |          |
| A        | Peter Szech | VfR Neuss          |          |

| Cessioni | Cessioni           | Cessioni         | Cessioni |
| R.       | Nome               | a                | Modalità |
| -------- | ------------------ | ---------------- | -------- |
| C        | Bernd Elfering     | Union Solingen   |          |
| D        | Manfred Eickerling | Viktoria Colonia |          |
| C        | Theodor Rieländer  | Hannover 96      |          |

### Sessione invernale
| Acquisti | Acquisti | Acquisti | Acquisti |
| R.       | Nome     | da       | Modalità |
| -------- | -------- | -------- | -------- |

| Cessioni | Cessioni | Cessioni | Cessioni |
| R.       | Nome     | a        | Modalità |
| -------- | -------- | -------- | -------- |

## Risultati

### 2. Bundesliga

#### Girone di andata
| Arbitro: | Hennig |

|             |           |                                     |
| Mödrath 23’ | Marcatori | 14’ Gniech 22’ Gelsdorf 80’ Brücken |

| Arbitro: | Hennig |

|                                                 |           |                 |
| Bruckmann 12’, 39’ Hörster 51’ Brücken 88’, 90’ | Marcatori | 70’, 83’ Hansen |

| Arbitro: | Winkler |

|                                    |           |  |
| Gelsdorf 16’ Ziegler 28’ Szech 33’ | Marcatori |  |

| Arbitro: | Gabor |

|               |           |                         |
| Haltenhof 49’ | Marcatori | 60’ Ziegler 85’ Brücken |

| Arbitro: | Wahmann |

|                           |           |  |
| Szech 18’, 68’ Herzog 79’ | Marcatori |  |

| Arbitro: | Teichert |

|              |           |                            |
| Berghaus 50’ | Marcatori | 64’, 65’ Szech 90’ Brücken |

| Arbitro: | Wuttke |

|                                           |           |  |
| Herzog 40’ (rig.) Scheinert 44’ Szech 80’ | Marcatori |  |

| Arbitro: | Wichmann |

|            |           |                                           |
| Langer 76’ | Marcatori | 38’ Gniech 53’, 64’ Bruckmann 58’ Hörster |

| Arbitro: | Weber |

|                                          |           |            |
| Brücken 6’, 80’ Gelsdorf 40’ Hörster 53’ | Marcatori | 77’ Mauthe |

| Arbitro: | Reichmann |

|           |           |             |
| Heise 41’ | Marcatori | 10’ Brücken |

| Arbitro: | Waltert |

|                                               |           |  |
| Szech 20’ Bruckmann 51’, 80’ Huhse 64’ (aut.) | Marcatori |  |

| Arbitro: | Horstmann |

|             |           |                                    |
| Bachorz 90’ | Marcatori | 7’ Scheinert 37’ Szech 80’ Brücken |

| Arbitro: | Teichert |

|                              |           |           |
| Anders 5’ (aut.) Ziegler 11’ | Marcatori | 63’ Kulik |

| Münster 4 novembre 1978 14ª giornata | Preußen Münster | 0 – 0 referto | Bayer Leverkusen | Preußenstadion (25 000 spett.)\| Arbitro: \| Redelfs \| |
| Arbitro:                             | Redelfs         |               |                  |                                                         |

| Arbitro: | Pauly |

|                                 |           |  |
| Brücken 15’ Bertrams 74’ (aut.) | Marcatori |  |

| Krefeld 18 novembre 1978 16ª giornata | Bayer Uerdingen | 0 – 0 referto | Bayer Leverkusen | Grotenburg Stadion (16 000 spett.)\| Arbitro: \| Niemann \| |
| Arbitro:                              | Niemann         |               |                  |                                                             |

| Arbitro: | Schön |

|                                      |           |             |
| Bruckmann 7’ Gniech 35’ Gelsdorf 43’ | Marcatori | 62’ Liedtke |

| Arbitro: | Fiene |

|               |           |             |
| Tinnefeld 72’ | Marcatori | 55’ Brücken |

| Arbitro: | Eggers |

|                   |           |            |
| Herzog 56’ (rig.) | Marcatori | 61’ Scheer |

#### Girone di ritorno
| Arbitro: | Ahlenfelder |

|             |           |                    |
| Brücken 33’ | Marcatori | 42’, 89’ Stegmayer |

| Arbitro: | Horeis |

|  |           |                           |
|  | Marcatori | 5’ Gelsdorf 37’ Scheinert |

| Arbitro: | Glasneck |

|              |           |             |
| Behrends 48’ | Marcatori | 86’ Brücken |

| Arbitro: | Reichmann |

|                        |           |               |
| Herzog 58’ Hörster 65’ | Marcatori | 81’ Wendlandt |

| Arbitro: | Ohmsen |

|            |           |                                  |
| Schock 75’ | Marcatori | 63’ Brücken 72’ Szech 87’ Klimke |

| Leverkusen 16 febbraio 1979 25ª giornata | Bayer Leverkusen | 0 – 0 referto | Wuppertal | Kleines-Haberland-Stadion (5 000 spett.)\| Arbitro: \| Kespohl \| |
| Arbitro:                                 | Kespohl          |               |           |                                                                   |

| Arbitro: | Heitmann |

|             |           |             |
| Neumann 61’ | Marcatori | 78’ Brücken |

| Arbitro: | Fiene |

|                       |           |  |
| Hörster 60’ Szech 82’ | Marcatori |  |

| Arbitro: | Brückner |

|           |           |                                |
| Peter 58’ | Marcatori | 18’ (rig.) Bruckmann 74’ Szech |

| Arbitro: | Uhlig |

|                           |           |  |
| Brücken 14’ Scheinert 54’ | Marcatori |  |

| Arbitro: | Niemann |

|                                            |           |                                  |
| Meininger 17’ Bartel 27’ (rig.) Herget 76’ | Marcatori | 1’ Szech 17’ Hermann 68’ Brücken |

| Arbitro: | Meijerink |

|                                                                                  |           |                |
| Bruckmann 8’, 28’ (rig.) Brücken 36’, 67’ Hermann 38’ Hörster 71’ Szech 73’, 84’ | Marcatori | 64’ Goscianiak |

| Arbitro: | Osmers |

|                                   |           |              |
| Schatzschneider 15’ Rieländer 69’ | Marcatori | 25’ Gelsdorf |

| Arbitro: | Burgers |

|                                        |           |                         |
| Gelsdorf 20’ Brücken 58’ Bruckmann 72’ | Marcatori | 26’ Kaczor 55’ Grünther |

| Arbitro: | Waltert |

|          |           |                                                 |
| Kehr 70’ | Marcatori | 14’ Bruckmann 22’ Szech 43’ Schulze 69’ Brücken |

| Arbitro: | Gabor |

|                                |           |                                   |
| Bruckmann 66’ Brücken 79’, 85’ | Marcatori | 8’, 34’ (rig.) Funkel 62’ Raschid |

| Berlino 20 maggio 1979 36ª giornata | Wacker 04 Berlino | 0 – 0 referto | Bayer Leverkusen | Sportplatz Wackerweg (700 spett.)\| Arbitro: \| Filipiak \| |
| Arbitro:                            | Filipiak          |               |                  |                                                             |

| Arbitro: | Wuttke |

|            |           |                        |
| Herzog 56’ | Marcatori | 18’ Schmitt 74’ Zimmer |

| Arbitro: | Heitmann |

|  |           |              |
|  | Marcatori | 74’ Gelsdorf |

### Coppa di Germania
| Arbitro: | Gschwender |

|  |           |                                 |
|  | Marcatori | 24’ Herzog 27’ Gniech 59’ Szech |

| Arbitro: | Winkler |

|  |           |                                     |
|  | Marcatori | 13’ Bruckmann 60’ Gniech 75’ Herzog |

| Arbitro: | Hontheim |

|               |           |  |
| Bruckmann 14’ | Marcatori |  |

| Arbitro: | Meuser |

|            |           |                                        |
| Knaudt 60’ | Marcatori | 9’, 32’ Hörster 38’ Herzog 70’ Brücken |

| Arbitro: | Waltert |

|                      |           |               |
| Schmitz 34’ Zewe 71’ | Marcatori | 46’ Bruckmann |

## Statistiche

### Statistiche di squadra
| Competizione      | Punti | In casa | In casa | In casa | In casa | In casa | In casa | In trasferta | In trasferta | In trasferta | In trasferta | In trasferta | In trasferta | Totale | Totale | Totale | Totale | Totale | Totale | DR  |
| Competizione      | Punti | G       | V       | N       | P       | Gf      | Gs      | G            | V            | N            | P            | Gf           | Gs           | G      | V      | N      | P      | Gf     | Gs     | DR  |
| ----------------- | ----- | ------- | ------- | ------- | ------- | ------- | ------- | ------------ | ------------ | ------------ | ------------ | ------------ | ------------ | ------ | ------ | ------ | ------ | ------ | ------ | --- |
| 2. Bundesliga     | 59    | 19      | 14      | 3       | 2       | 52      | 17      | 19           | 10           | 8            | 1            | 35           | 17           | 38     | 24     | 11     | 3      | 87     | 34     | +53 |
| Coppa di Germania | -     | 1       | 1       | 0       | 0       | 1       | 0       | 4            | 3            | 0            | 1            | 11           | 3            | 5      | 4      | 0      | 1      | 12     | 3      | +9  |
| Totale            | 59    | 20      | 15      | 3       | 2       | 53      | 17      | 23           | 13           | 8            | 2            | 46           | 20           | 43     | 28     | 11     | 4      | 99     | 37     | +62 |

### Andamento in campionato
| Giornata  | 1 | 2 | 3 | 4 | 5 | 6 | 7 | 8 | 9 | 10 | 11 | 12 | 13 | 14 | 15 | 16 | 17 | 18 | 19 | 20 | 21 | 22 | 23 | 24 | 25 | 26 | 27 | 28 | 29 | 30 | 31 | 32 | 33 | 34 | 35 | 36 | 37 | 38 |
| --------- | - | - | - | - | - | - | - | - | - | -- | -- | -- | -- | -- | -- | -- | -- | -- | -- | -- | -- | -- | -- | -- | -- | -- | -- | -- | -- | -- | -- | -- | -- | -- | -- | -- | -- | -- |
| Luogo     | T | C | C | T | C | T | C | T | C | T  | C  | T  | C  | T  | C  | T  | C  | T  | C  | C  | T  | T  | C  | T  | C  | T  | C  | T  | C  | T  | C  | T  | C  | T  | C  | T  | C  | T  |
| Risultato | V | V | V | V | V | V | V | V | V | N  | V  | V  | V  | N  | V  | N  | V  | N  | N  | P  | V  | N  | V  | V  | N  | N  | V  | V  | V  | N  | V  | P  | V  | V  | N  | N  | P  | V  |
| Posizione | 4 | 1 | 1 | 1 | 1 | 1 | 1 | 1 | 1 | 1  | 1  | 1  | 1  | 1  | 1  | 1  | 1  | 1  | 1  | 1  | 1  | 1  | 1  | 1  | 1  | 1  | 1  | 1  | 1  | 1  | 1  | 1  | 1  | 1  | 1  | 1  | 1  | 1  |

Legenda:

Luogo: C = Casa; T = Trasferta. Risultato: V = Vittoria; N = Pareggio; P = Sconfitta.

### Statistiche dei giocatori
| Giocatore    | 2. Bundesliga | 2. Bundesliga | 2. Bundesliga | 2. Bundesliga | Coppa di Germania | Coppa di Germania | Coppa di Germania | Coppa di Germania | Totale   | Totale | Totale      | Totale     |
| Giocatore    | Presenze      | Reti          | Ammonizioni   | Espulsioni    | Presenze          | Reti              | Ammonizioni       | Espulsioni        | Presenze | Reti   | Ammonizioni | Espulsioni |
| ------------ | ------------- | ------------- | ------------- | ------------- | ----------------- | ----------------- | ----------------- | ----------------- | -------- | ------ | ----------- | ---------- |
| F. Bockholt  | 38            | 0             | 0             | 0             | 5                 | 0                 | 1                 | 0                 | 43       | 0      | 1           | 0          |
| K. Bruckmann | 38            | 13            | 4             | 0             | 5                 | 3                 | 2                 | 0                 | 43       | 16     | 6           | 0          |
| M. Brücken   | 36            | 23            | 2             | 0             | 5                 | 1                 | 1                 | 0                 | 41       | 24     | 3           | 0          |
| B. Elfering  | 2             | 0             | 0             | 0             | 1                 | 0                 | 0                 | 0                 | 3        | 0      | 0           | 0          |
| A. Fehse     | 0             | 0             | 0             | 0             | 0                 | 0                 | 0                 | 0                 | 0        | 0      | 0           | 0          |
| J. Gelsdorf  | 38            | 8             | 11            | 0             | 5                 | 0                 | 0                 | 0                 | 43       | 8      | 11          | 0          |
| H. Gniech    | 32            | 3             | 2             | 0             | 5                 | 2                 | 0                 | 0                 | 37       | 5      | 2           | 0          |
| P. Hermann   | 27            | 2             | 0             | 0             | 3                 | 0                 | 0                 | 0                 | 30       | 2      | 0           | 0          |
| D. Herzog    | 34            | 5             | 4             | 0             | 5                 | 3                 | 1                 | 0                 | 39       | 8      | 5           | 0          |
| T. Hörster   | 35            | 6             | 8             | 0             | 4                 | 2                 | 1                 | 0                 | 39       | 8      | 9           | 0          |
| P. Klimke    | 35            | 1             | 4             | 0             | 4                 | 0                 | 0                 | 0                 | 39       | 1      | 4           | 0          |
| W. Korth     | 7             | 0             | 0             | 0             | 2                 | 0                 | 0                 | 0                 | 9        | 0      | 0           | 0          |
| H. Makel     | 0             | 0             | 0             | 0             | 0                 | 0                 | 0                 | 0                 | 0        | 0      | 0           | 0          |
| K. Meul      | 0             | 0             | 0             | 0             | 1                 | 0                 | 0                 | 0                 | 1        | 0      | 0           | 0          |
| W. Posner    | 32            | 0             | 1             | 0             | 4                 | 0                 | 0                 | 0                 | 36       | 0      | 1           | 0          |
| H. Scheinert | 36            | 4             | 2             | 1             | 5                 | 0                 | 1                 | 0                 | 41       | 4      | 3           | 1          |
| K. Schulze   | 9             | 1             | 2             | 0             | 2                 | 0                 | 1                 | 0                 | 11       | 1      | 3           | 0          |
| P. Szech     | 37            | 15            | 2             | 0             | 4                 | 1                 | 0                 | 0                 | 41       | 16     | 2           | 0          |
| N. Ziegler   | 28            | 3             | 1             | 2             | 2                 | 0                 | 0                 | 0                 | 30       | 3      | 1           | 2          |